# 大時空SD戦国伝
大時空SD戦国伝（だいじくうエスディーせんごくでん）は、やまと虹一による漫画作品。玩具店で配布されていた武者ガンダムシリーズの宣伝チラシ付属の非売品である。第一段と第二段の二版が存在する。なお、大時空SD戦国伝以前にもこれらと似通った超SD戦国伝 武神輝羅鋼の番外編が存在した。
掲載コミックは後に「新装版 SD武者ガンダム風雲録 伝説の大将軍編 」に収録された。

## 概要
超SD戦国伝 刕覇大将軍の主人公、武者紅零斗丸が旅先で過去の頑駄無たちと協力して悪と戦うという筋書きである。公式設定上、刕覇大将軍編は武神輝羅鋼編の百年後の物語なので、明らかにパラレルワールドの作品であると言える。
いずれも漫画オリジナルの陣形が登場する。

## 第一段
紅零斗丸が豪剣頑駄無や天零頑駄無らと協力して、魔星闇元帥なる敵（頑駄無闇元帥と魔星大将軍の融合体？）と戦う。登場武者は皆豪剣頑駄無の弟子、という設定。
オリジナル陣形として「究極陣形爆裂鳳凰の陣」が登場する。

## 第二段
紅零斗丸が武者號斗丸や激流破頑駄無や大旋鬼頑駄無らと協力して、闇軍団鉄機隊と戦う。
この作品における鉄機武者 真星勢多や鉄機将 飛閃は前作登場の魔星闇元帥の部下、という設定。
オリジナル陣形として「昇覇神龍の陣」が登場するほか、敵の陣形として「暴風竜巻の陣」が登場する。

## 書誌情報
1. KCデラックス 新装版 SD武者ガンダム風雲録 伝説の大将軍編　2013年1月23日発売 ISBN 978-4063767728